# 伊斯拉維斯塔 (加利福尼亞州)
伊斯拉維斯塔（英語：Isla Vista）是位於美國加利福尼亞州聖巴巴拉縣的一個人口普查指定地區。

## 地理
伊斯拉維斯塔的座標為34°24′48″N 120°51′39″W / 34.41333°N 120.86083°W，而該地最高點為海拔高度14米（即46英尺）。

## 人口
根據2010年美國人口普查的數據，伊斯拉維斯塔的面積為4.833平方千米，當中陸地面積為4.788平方千米，而水域面積為0.045平方千米。當地共有人口23096人，而人口密度為每平方千米4,778人。